# Eloise Webb
Pour les articles homonymes, voir Webb.
Pas d'image ? Cliquez ici

a Compétitions nationales et continentales officielles uniquement.

b Matchs officiels uniquement.
Dernière mise à jour le 15 septembre 2024.
Eloise Webb, née le 5 mars 1996, est une joueuse internationale sud-africaine de rugby à XV et internationale de rugby à sept évoluant au poste d'ailier.

## Biographie
Eloise Webb naît le 5 mars 1996. En 2022, elle joue pour les Border Bulldogs d'East London. Elle a sept sélections en équipe d'Afrique du Sud quand elle est retenue en septembre 2022 pour disputer sous les couleurs de son pays la Coupe du monde de rugby à XV en Nouvelle-Zélande.